# Luísa Holandina do Palatinado
Luísa Holandina do Palatinado (Luise Hollandine; Haia, 18 de abril de 1622 – Maubuisson, 11 de fevereiro de 1709) foi uma pintora e abadessa. Era filha de Frederico V do Palatinado, rei da Boêmia, e Isabel Stuart.

## Família
Nascida em Haia nos Países Baixos, era filha de Frederico V do Palatinado, rei da Boêmia, e Isabel Stuart. Sua mãe era filha do rei Jaime VI da Escócia & I da Inglaterra e sua esposa Ana da Dinamarca. Jaime por sua vez, era filho de Maria Stuart, rainha dos Escoceses.

## Pintura
Luísa Holandina era uma talentosa retratista, um talento que dividia com seu irmão, o príncipe Ruperto do Reno. Ela foi aluna de Giuliano Periccioli, Sienese e Gerard van Honthorst e pintava com tal habilidade em seu estilo que algumas de suas obras foram atribuídas a ele. Para o desgosto de sua família protestante, ele se converteu-se ao catolicismo e se refugiou na França. Com o apoio do rei Luís XIV de França, foi então nomeada Abadessa de Maubuisson.
A princesa é considerada uma "pintora amadora". Seus retratos são muitas vezes no estilo barroco de Honthorst, mas há exceções. Algumas de suas obras foram mantidas dentro de sua família, e algumas estão em museus alemães.

## Lista de pinturas
| Imagem | Título | Data           | Material          | Coleção                         |
| ------ | --- | -------------- | ----------------- | ------------------------------- |
|        | Autorretrato | década de 1670 | tinta a óleo tela | Stedelijk Museum Zwolle         |
|        | Autorretrato | 1650           | tinta a óleo tela | No/unknown value                |
|        | Sofia de Hannover como índia | 1644           | tinta a óleo tela | Museum Wasserburg Anholt        |
|        | Double portrait of a couple, possibly Maurits Lodewijk of Nassau-LaLecq (1631-1683) and Anna Isabella van Beieren-Schagen (1636-1716) as Mars and Venus | 1669           | tinta a óleo tela | Herzog Anton Ulrich-Museum      |
|        | Portrait of mogelijk Anna Isabella van Beyeren Schagen (1636-1716)                                                                                      | século XVII    | tinta a óleo tela | Museu Estadual da Baixa Saxônia |
|        | Portrait of Elisabeth, Countess of Nassau | 1660           | tinta a óleo tela | Museu Estadual da Baixa Saxônia |
|        | Portrait of Elisabeth Charlotte von der Pfalz (1652-1722)                                                                                               | 1670           | tinta a óleo tela | Museu Estadual da Baixa Saxônia |
|        | Portrait of Elisabeth, Countess of Hessen-Kassel | 1670           | tinta a óleo tela | Museu Estadual da Baixa Saxônia |
|        | Adam und Eva mit Kain und Abel | 1660           |                   |                                 |
|        | Prince Rupert's Poodle | 1641           |                   |                                 |